# James Landis
Pour les articles homonymes, voir Landis.
James Landis est un scénariste et réalisateur américain né le 10 juin 1926 et mort le 17 décembre 1991.

## Filmographie

### comme scénariste
- 1957 : Under Fire
- 1957 : Young and Dangerous
- 1958 : Thundering Jets
- 1959 : Lone Texan
- 1962 : Airborne
- 1962 : Stakeout!
- 1963 : The Sadist
- 1965 : Deadwood '76
- 1965 : Rat Fink

### comme réalisateur
- 1962 : Airborne
- 1962 : Stakeout!
- 1963 : The Sadist
- 1964 : The Nasty Rabbit
- 1965 : Deadwood '76
- 1965 : Rat Fink
- 1967 : Gunsmoke ("Gunsmoke" (1955) TV Series)
- 1968 : Jennie: Wife/Child